# Waar is Kraan?
Waar is Kraan? is de eerste single van de Nederlandse hiphopartiest Kraantje Pappie. Het nummer staat op het album Crane, en is, net zoals het album, geproduceerd door de drie leden van Noisia (Martijn van Sonderen, Thijs de Vlieger en Nik Roos). Het nummer is uitgegeven bij de labels Top Notch en Noah's Ark (TopArk). De duur van het nummer is 3 minuten en 21 seconden.

## Hitnoteringen

### Nederlandse Top 40
| Hitnotering: 04-02-2012 t/m 17-03-2012 | Hitnotering: 04-02-2012 t/m 17-03-2012 | Hitnotering: 04-02-2012 t/m 17-03-2012 | Hitnotering: 04-02-2012 t/m 17-03-2012 | Hitnotering: 04-02-2012 t/m 17-03-2012 | Hitnotering: 04-02-2012 t/m 17-03-2012 | Hitnotering: 04-02-2012 t/m 17-03-2012 | Hitnotering: 04-02-2012 t/m 17-03-2012 | Hitnotering: 04-02-2012 t/m 17-03-2012 |
| Week:                                  | 1                                      | 2                                      | 3                                      | 4                                      | 5                                      | 6                                      | 7                                      |                                        |
| -------------------------------------- | -------------------------------------- | -------------------------------------- | -------------------------------------- | -------------------------------------- | -------------------------------------- | -------------------------------------- | -------------------------------------- | -------------------------------------- |
| Positie:                               | 34                                     | 27                                     | 23                                     | 21                                     | 24                                     | 29                                     | 30                                     | uit                                    |

### NederlandseSingle Top 100
| Hitnotering: 28-01-2012 t/m 28-04-2012 | Hitnotering: 28-01-2012 t/m 28-04-2012 | Hitnotering: 28-01-2012 t/m 28-04-2012 | Hitnotering: 28-01-2012 t/m 28-04-2012 | Hitnotering: 28-01-2012 t/m 28-04-2012 | Hitnotering: 28-01-2012 t/m 28-04-2012 | Hitnotering: 28-01-2012 t/m 28-04-2012 | Hitnotering: 28-01-2012 t/m 28-04-2012 | Hitnotering: 28-01-2012 t/m 28-04-2012 | Hitnotering: 28-01-2012 t/m 28-04-2012 | Hitnotering: 28-01-2012 t/m 28-04-2012 | Hitnotering: 28-01-2012 t/m 28-04-2012 | Hitnotering: 28-01-2012 t/m 28-04-2012 | Hitnotering: 28-01-2012 t/m 28-04-2012 | Hitnotering: 28-01-2012 t/m 28-04-2012 | Hitnotering: 28-01-2012 t/m 28-04-2012 |
| Week:                                  | 1                                      | 2                                      | 3                                      | 4                                      | 5                                      | 6                                      | 7                                      | 8                                      | 9                                      | 10                                     | 11                                     | 12                                     | 13                                     | 14                                     |                                        |
| -------------------------------------- | -------------------------------------- | -------------------------------------- | -------------------------------------- | -------------------------------------- | -------------------------------------- | -------------------------------------- | -------------------------------------- | -------------------------------------- | -------------------------------------- | -------------------------------------- | -------------------------------------- | -------------------------------------- | -------------------------------------- | -------------------------------------- | -------------------------------------- |
| Positie:                               | 28                                     | 26                                     | 25                                     | 29                                     | 34                                     | 24                                     | 29                                     | 38                                     | 43                                     | 53                                     | 66                                     | 63                                     | 58                                     | 79                                     | uit                                    |

### VlaamseUltratop 50
| Hitnotering: 11-02-2012 t/m 26-05-2012 | Hitnotering: 11-02-2012 t/m 26-05-2012 | Hitnotering: 11-02-2012 t/m 26-05-2012 | Hitnotering: 11-02-2012 t/m 26-05-2012 | Hitnotering: 11-02-2012 t/m 26-05-2012 | Hitnotering: 11-02-2012 t/m 26-05-2012 | Hitnotering: 11-02-2012 t/m 26-05-2012 | Hitnotering: 11-02-2012 t/m 26-05-2012 | Hitnotering: 11-02-2012 t/m 26-05-2012 | Hitnotering: 11-02-2012 t/m 26-05-2012 | Hitnotering: 11-02-2012 t/m 26-05-2012 | Hitnotering: 11-02-2012 t/m 26-05-2012 | Hitnotering: 11-02-2012 t/m 26-05-2012 | Hitnotering: 11-02-2012 t/m 26-05-2012 | Hitnotering: 11-02-2012 t/m 26-05-2012 | Hitnotering: 11-02-2012 t/m 26-05-2012 | Hitnotering: 11-02-2012 t/m 26-05-2012 | Hitnotering: 11-02-2012 t/m 26-05-2012 |
| Week:                                  | 1                                      | 2                                      | 3                                      | 4                                      | 5                                      | 6                                      | 7                                      | 8                                      | 9                                      | 10                                     | 11                                     | 12                                     | 13                                     | 14                                     | 15                                     | 16                                     |                                        |
| -------------------------------------- | -------------------------------------- | -------------------------------------- | -------------------------------------- | -------------------------------------- | -------------------------------------- | -------------------------------------- | -------------------------------------- | -------------------------------------- | -------------------------------------- | -------------------------------------- | -------------------------------------- | -------------------------------------- | -------------------------------------- | -------------------------------------- | -------------------------------------- | -------------------------------------- | -------------------------------------- |
| Positie:                               | 49                                     | 42                                     | 35                                     | 33                                     | 22                                     | 19                                     | 26                                     | 17                                     | 17                                     | 16                                     | 21                                     | 24                                     | 27                                     | 40                                     | 44                                     | 50                                     | uit                                    |